# Shama Maemae
Shama Maemae (* auf den Salomonen) ist eine salomonische Fußballschiedsrichterin.
Maemae steht seit 2024 auf der Liste der FIFA-Schiedsrichter und leitet internationale Fußballspiele von Vereins- und Nationalmannschaften.
Bei der Ozeanienmeisterschaft 2022 in Fidschi leitete Maemae fünf Partien, darunter das Finale zwischen Papua-Neuguinea und Fidschi (2:1) am 30. Juli 2022.